# Nova Ruda, Manevîci
Nova Ruda (în ucraineană Нова Руда) este localitatea de reședință a comunei Nova Ruda din raionul Manevîci, regiunea Volînia, Ucraina.

## Demografie
Componența lingvistică a localității Nova Ruda
     Ucraineană (99,62%)
     Alte limbi (0,38%)
Conform recensământului din 2001, majoritatea populației localității Nova Ruda era vorbitoare de ucraineană (99,62%), existând în minoritate și vorbitori de alte limbi.